# Phyllobius virideaeris
Phyllobius virideaeris es una especie de escarabajo del género Phyllobius, familia Curculionidae. Fue descrita científicamente por Laicharting en 1781.
Se distribuye por Suecia, Reino Unido, Polonia, Alemania, Francia, Noruega, Países Bajos, Dinamarca, Estonia, Austria, Mongolia, Rusia, Luxemburgo, Italia, Bélgica, Ucrania, Tayikistán, Bielorrusia, Checa, España, Bulgaria, Suiza, Grecia, Hungría, Lituania y Turquía.